# Абанти
Абанти или Абантијанци (стгрч. Άβαντες) је име племена које је настањивало острво Еубеју, која је у најстарије доба наводно била позната и као Абантида (стгрч. Ἀβαντίς).

## Историја
Хесиод каже да је име острва промењено у "Еубеја" по крави Ији, за коју су неки причали и то да је на том острву родила Епафа. Абанти се у изворима први пут спомињу у Хомеровој Илијади као савезници Ахајаца у Тројанском рату, где их предводи Елефенор.
Њихово порекло остаје нејасно. Херодот, Ефор и Паусанија сврставају их уз јонска племена која су мигрирала у Малу Азију, премда Херодот примећује да сами Абанти нису заправо били Јоњани. Према Страбону, који се позива на Аристотела из Халкиде (4. век п. н. е.), Абанти су били Трачани који су се из Абе у Фокиди преселили на Еубеју. Неки антички аутори кажу да су Абанти потомци Абанта, сина Посејдона и нимфе Аретузе. Премда је пореклом био Трачанин, Абант је засновао племе Абанта и с њима се преселио на острво Еубеју, где је потом владао као краљ.
Код Хомера Абанти су описани као изузетно срчани борци, вешти у борби копљима и с дугом косом на стражњој страни главе. Према схолијасту уз Илијаду, ношење дуге косе позади била је мода карактеристична за становнике Еубеје, а наследили су је наводно од Курета, који су пре њих живели у Халкиди; наиме, Курети су носили дугу косу, али су их непријатељи од напред хватали за косу, па су они почели да секу косу и остављају је дугом само позади. Плутарх тврди да су Абанти први почели да скраћују косу напред да би се лакше борили те примећује да су Абанти изузетно вични борби прса у прса.
Паусанија каже да су Абанти учествовали у оснивању колоније Трониона у Теспротији, па је област око тог града постала позната као "Абантида". Тронион је напослетку освојила Аполонија уз помоћ Коринта. Друга колонија била је послата на Хиос, али су колонисти били поражени и морали су побећи.